# Nad Tissoj
Nad Tissoj (russisk: Над Тиссой) er en sovjetisk spillefilm fra 1958 af Dmitrij Vasiljev.

## Medvirkende
- Valentin Zubkov – Ivan Belograj
- Athanasius Kotjetkov – Andrej Ivanovitj Smoljartjuk
- Tatjana Konjukhova – Theresa Simak
- Nina Nikitina – Marija Vasiljevna Simak
- Andrej Janovitj Gontjarov – Sjaposjnikov